# Винсент, Ян-Майкл
Ян-Майкл Винсент (англ. Jan-Michael Vincent; 15 июля 1944 — 10 февраля 2019) — американский актёр, наиболее известный благодаря роли пилота вертолёта Стрингфеллоу Хоука в телесериале «Воздушный волк».

## Ранние годы
Будущий актёр родился в Денвере, Колорадо, вырос в Ханфорде, штат Калифорния, примерно в 30 милях к югу от Фресно. Его отец, пилот бомбардировщика во время Второй мировой войны, владел бизнесом по росписи вывесок. Винсент окончил среднюю школу Ханфорда в 1963 году, поступил в колледж Вентура в Южной Калифорнии. Занимался сёрфингом. Служил в Национальной гвардии.

## Карьера
Винсент решил стать актёром после того, как познакомился с известным агентом Диком Клейтоном, который открыл Джеймса Дина и многих других актёров. Он привел Яна-Майкла в программу обучения в Universal Studios. Винсент начал актёрскую карьеру в 1967 году, снимаясь в основном в телевизионных проектах.
В 1972 году вместе со звездой боевиков Чарльзом Бронсоном он сыграл главную роль в фильме «Механик», ремейк которого с Джейсоном Стейтемом вышел в 2011 году. Также Винсент пробовался на роль Мэтта Хупера в известном фильме ужасов «Челюсти» (1975), которая в итоге досталась Ричарду Дрейфусу.
Пик карьеры актёра пришёлся на конец 1970-х годов. В 1984—1986 годах Винсент играл главную роль в телесериале «Воздушный волк». Последний раз актёр появился на экране в малобюджетном фильме «Белый парень». В 2000—2012 годах Винсент иногда появлялся в документальных фильмах.

## Личная жизнь
В 1968—1977 годах Винсент был женат на Бонни Портман. В этом браке у него родилась дочь Эмбер Винсент.
В 1986—1998 годах Винсент состоял в браке с Джоанной Робинсон. Их брак распался после того, как Джоанна обвинила его в абьюзе и получила судебный ордер, запрещающий Винсенту приближаться к ней.
Третьей женой Винсента стала Патриша Энн Крист. Они поженились в 2000 году и жили вместе вплоть до смерти Винсента в 2019 году.

### Проблемы с законом
В 1970—1980-е годы Винсента неоднократно арестовывали за хранение кокаина, драки в барах, вождение автомобиля в нетрезвом виде, избиение женщины. В 2000 году суд удовлетворил иск бывшей девушки актёра на $374 000: уже после их расставания он избил эту женщину, когда она была беременна, что привело к потере их совместного ребёнка. В том же году за нарушение испытательного срока был приговорен к 60 дням тюрьмы.

### Проблемы со здоровьем и смерть
В 1990-е годы Винсент трижды попадал в серьёзные автомобильные аварии. В августе 1996 года при одной из этих аварий получил перелом трёх шейных позвонков, к тому же у актёра были повреждены голосовые связки вследствие проведенной ему врачами на месте ДТП трахеостомии. В 2008 году попал в ещё одну автоаварию. В 2012 году у Винсента была ампутирована правая нога ниже колена.
Винсент умер 10 февраля 2019 года в больнице Mission Hospital Memorial Campus города Ашвилла, Северная Каролина, в которую попал после остановки сердца. Причиной смерти была названа брадикардия.

## Избранная фильмография
| Год       |   | Русское название                    | Оригинальное название        | Роль                   |
| --------- | - | ----------------------------------- | ---------------------------- | ---------------------- |
| 1968      | с | Лесси                               | Lassie                       | Крис Хенфорд           |
| 1968      | ф | Путешествие в Шилох                 | Journey to Shiloh            | юный Бит Лакет         |
| 1968—1969 | с | Бонанза                             | Bonanza                      | Рик Миллер / Эдди      |
| 1971      | с | Сыщики-любители экстра-класса       | The Persuaders!              | пилот вертолёта        |
| 1971      | с | Дымок из ствола                     | Gunsmoke                     | Трэвис Колтер          |
| 1972      | ф | Механик                             | The Mechanic                 | Стив Маккенна          |
| 1973      | с | Доктор Маркус Уэлби                 | Marcus Welby, M.D.           | Ритчи Мэннинг          |
| 1975      | ф | Вкуси пулю                          | Bite The Bullet              | Карбо                  |
| 1975      | ф | Лихорадка на белой полосе           | White Line Fever             | Кэррол Джо Хаммер      |
| 1977      | ф | Проклятая долина                    | Damnation Alley              | лейтенант Джейк Таннер |
| 1978      | ф | Большая среда                       | Big Wednesday                | Мэтт Джонсон           |
| 1978      | ф | Хупер                               | Hooper                       | Делмор «Лыжи» Шидски   |
| 1981      | ф | Тяжёлая страна                      | Hard Country                 | Кайл                   |
| 1984—1986 | с | Воздушный волк                      | Airwolf                      | Стрингфеллоу Хоук      |
| 1986      | с | Отель                               | Hotel                        | Ник Хаузер             |
| 1987      | ф | Вражеская территория                | Enemy Territory              | Паркер                 |
| 1987      | ф | Рождённый в восточном Лос-Анджелесе | Born in East L.A.            | Маккалистер            |
| 1989      | ф | Список приговорённых                | Hit List                     | Джек Коллинз           |
| 1989      | ф | Враждебный пришелец                 | Alienator                    | коммандер              |
| 1991      | ф | Экстро 2: Второе вторжение          | Xtro 2: The Second Encounter | доктор Рон Шеппард     |
| 1993      | ф | Полуночный свидетель                | Midnight Witness             | Лэнс                   |
| 1994      | с | Отступник                           | Renegade                     | Макс                   |
| 1997      | с | Детектив Нэш Бриджес                | Nash Bridges                 | Бобби Чейз             |
| 1998      | ф | Баффало-66                          | Buffalo ’66                  | Сонни                  |